# Oogamie

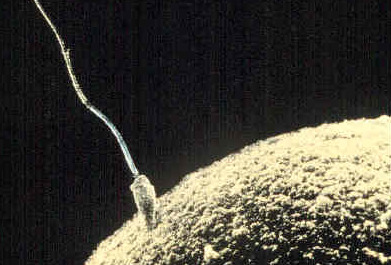
Oogamie chez des animaux : un spermatozoïde petit, motile à la surface d'un ovule.

L'oogamie (du grec oo- : œuf et gamos : mariage, union) désigne une fécondation dans laquelle les gamètes mâles sont petits et mobiles et les gamètes femelles plus gros (car remplis de réserves nutritives) et immobiles,.